# Truecolor

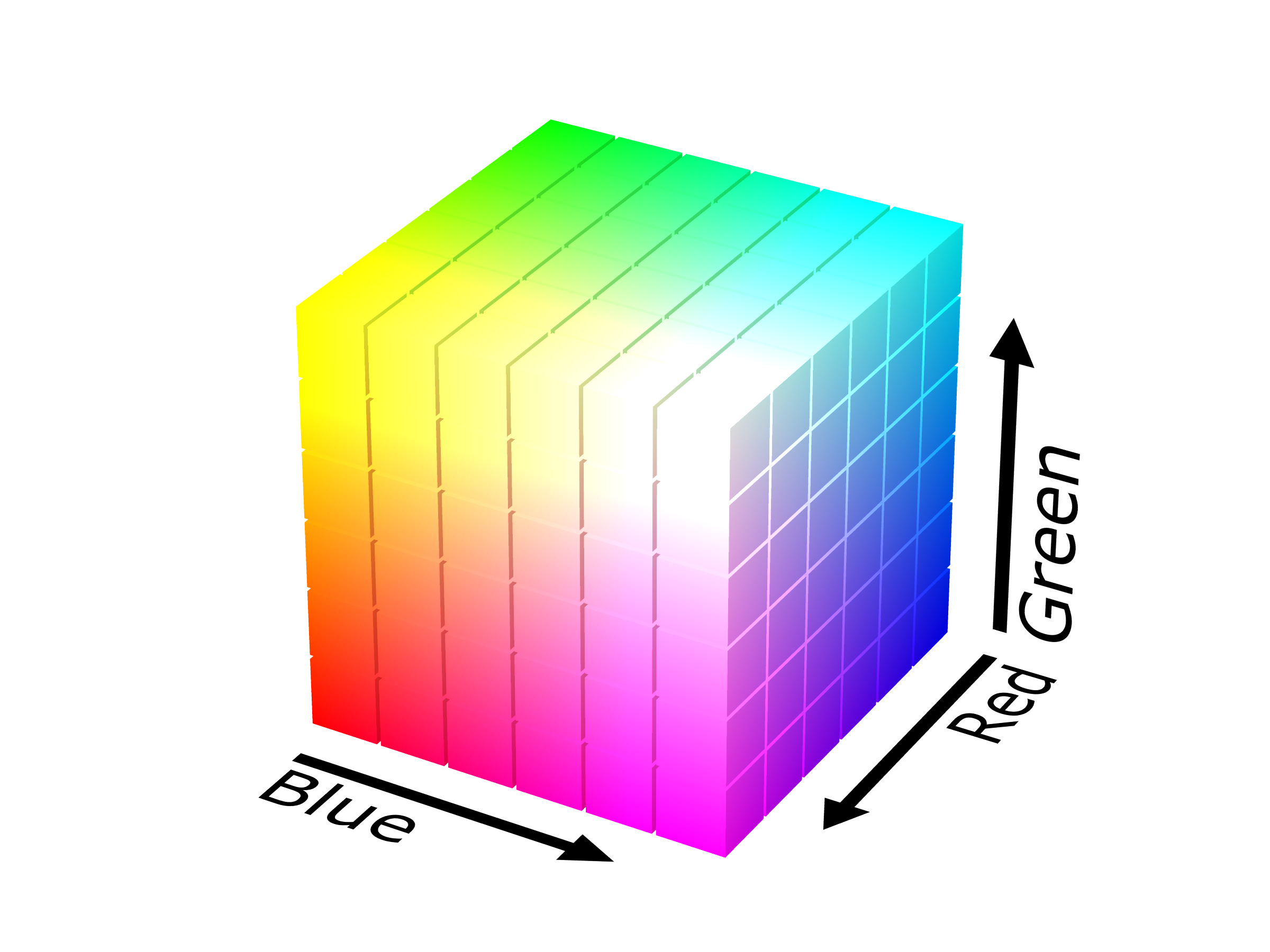
Геометричне представлення RGB-моделі. На горизонтальній осі X значення червоної компоненти збільшуються ліворуч, на Y-осі значення синьої компоненти збільшується праворуч униз, на Z-осі значення зеленої компоненти збільшуються вгору. Чорний колір прихований за куб.

Truecolor (від англ. true color — істинний колір) — в комп'ютерній графіці — метод представлення та зберігання зображення, що дозволяє відобразити велику кількість кольорів. Колір представляється з використанням 256 рівнів для кожної з трьох компонент моделі RGB: червоного (R), зеленого (G) і синього (B), що в результаті дає 16 777 216 (28+8+8) різних кольорів.
Зазвичай при кодуванні пікселя на кожен з каналів (червоний, зелений, синій канали) відводиться по одному 8-бітному байту; четвертий байт (якщо використовується) зазвичай відводиться або для зберігання даних альфа-каналу, або просто ігнорується. Таке вирівнювання до чотирьох байт оптимально підходить для 32-бітної архітектури — оптимально використовується шина ЕОМ. Крім того, використання 24-бітної адресації вимагає реалізації множення на 3, що складає більше обчислювальне навантаження, ніж множення на 4, яке може бути реалізоване за допомогою зсуву.
32-бітний TrueColor може зберігати альфа-канал, за допомогою якого встановлюється ступінь прозорості пікселів для відображення напівпрозорих зображень, наприклад для відображення ефекту напівпрозорих вікон, меню і тіней. Деякі відеоадаптери здатні обробляти альфа-канал апаратно.

## Над-Truecolor
Також існують системи (наприклад SGI), в яких на представлення кольору виділяється більше 8 біт на канал, такі способи представлення інформації зображення також зазвичай називаються TrueColor (наприклад 48-бітний TrueColor-сканер).
У фотоапаратах, що мають роздільну здатність більше 8 біт на канал (звичайно 12, іноді до 22), «повнокольорове» зображення зберігається у формі сирих даних (RAW).